# Antoine Louis Popon de Maucune
Antoine Louis Popon, baron de Maucune est un général français du Premier Empire, né le 21 février 1772 à Brive et mort le 18 février 1824 à Paris.

## Biographie

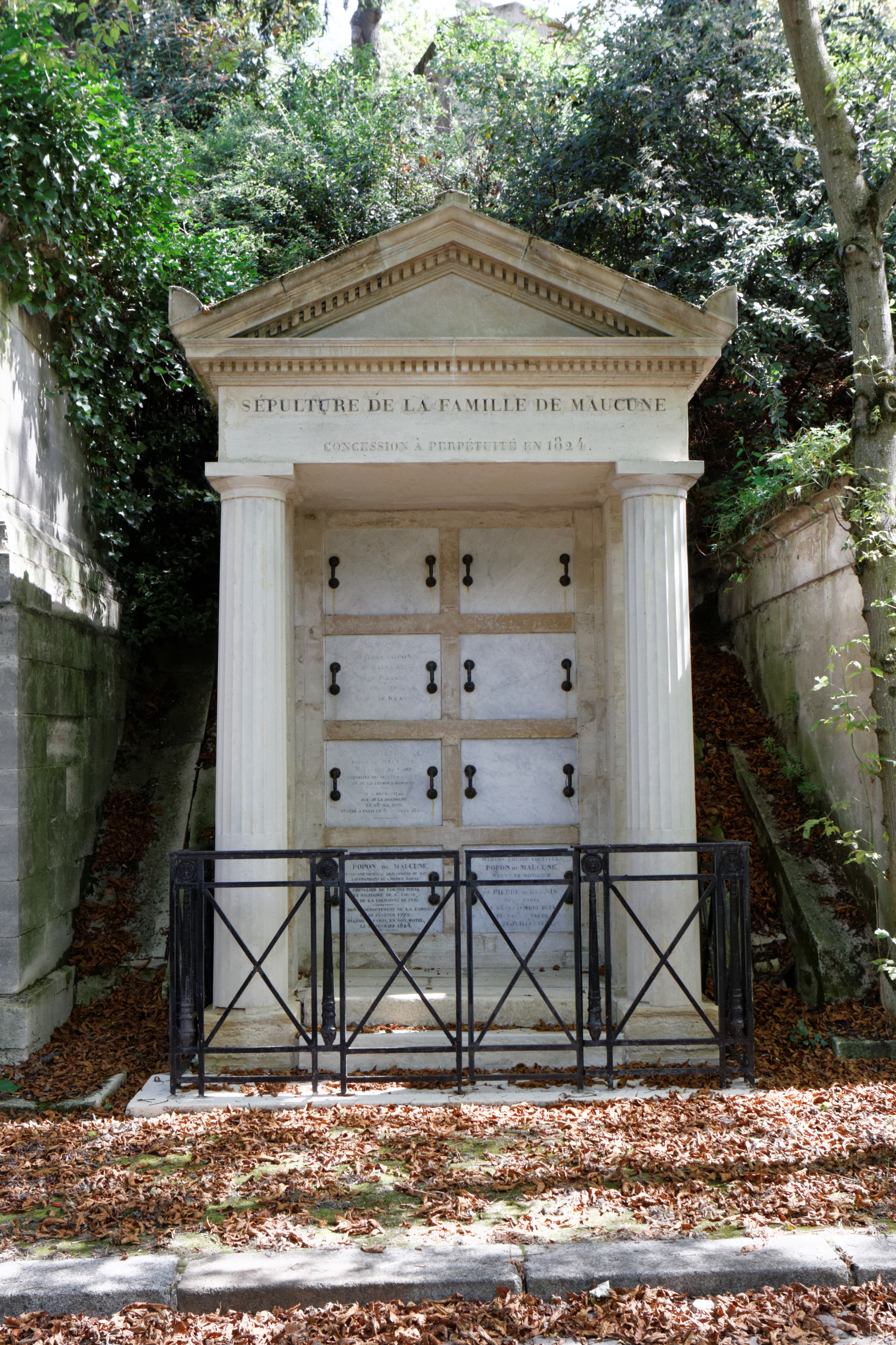
Sa tombe au cimetière du Père-Lachaise.

### Guerres de la Révolution
Il entre comme sous-lieutenant dans le corps des pionniers le 1er février 1786, y est nommé lieutenant en 1787, et est réformé le 1er mai 1789. Lorsque la Révolution française éclate, il s'engage comme grenadier dans le 4e bataillon de Paris en 1791, et le gouvernement lui rend le grade qu'il a occupé et le place comme lieutenant dans le 23e régiment d'infanterie en 1792. Il fait la campagne de 1792 à l'armée du Nord, et est blessé d'un coup de feu à la cuisse gauche à la prise de Menin. 
Passé en 1793 à l'armée des Alpes, il fait la guerre dans le Piémont comme chef de partisans, et est blessé d'un coup de baïonnette au bras droit à l'affaire de Bardenèche, en août de cette même année. Promu capitaine le 8 ventôse an II, il fait toutes les campagnes de l'armée d'Italie, de l'an II à l'an IX, et sa conduite à Arcole lui mérite le grade de chef de bataillon qui lui est conféré par le général en chef Napoléon Bonaparte le 1er nivôse an V. En l'an VII, à l'attaque de Tauflern, il est blessé de deux coups de feu, dont un à la cuisse droite et l'autre à l'épaule gauche, et est nommé chef de brigade de la 39e demi-brigade de ligne sur le champ de bataille même. Le 28 thermidor suivant, à Novi, il fait des prodiges de valeur et fut atteint d'un coup de feu qui lui traverse le pied droit.

### Consulat et Empire
Confirmé dans son grade par arrêté du Premier Consul du 29 ventôse an IX, pour prendre rang du 5 germinal an VII, il rentre en France après la paix et vient tenir garnison à Paris, d'où il est envoyé au camp de Montreuil pendant les ans XII et XIII. Membre de la Légion d'honneur le 19 frimaire an XII, il est créé officier le 25 prairial suivant, et attaché à ce titre au collège électoral du département de la Corrèze.
Il fait les campagnes d'Autriche, de Prusse et de Pologne, de l'an XIV à 1807, avec la 2e division du 6e corps de la Grande Armée, et reçoit des mains de l'Empereur en l'an XIV, la croix de commandeur de la Légion d'honneur. Général de brigade par décret du 10 mars 1807, il est attaché en cette qualité au 6e corps le 28 du même mois. Rentré en France après la paix de Tilsit, il devient baron de l'Empire en 1808, et chevalier de l'ordre de la Couronne de Prusse dans le courant de la même année. De 1808 à 1813, il fait la guerre en Espagne et en Portugal.

#### En Espagne
Au combat d'Alba de Tormès, le général Maucune suit les fuyards et entre presque aussitôt qu'eux dans la ville d'Alba de Tormès. Là, tombant sur l'arrière-garde de la colonne ennemie sans tirer un coup de fusil, il lui tue 200 hommes à la baïonnette, se rend maître du pont et enlève l'artillerie qui le défendait. Il est blessé d'un coup de feu à la bataille de Buçaco et de deux autres coups de feu à celle de Fuentes de Oñoro. À la bataille des Arapiles, le 22 juillet 1812, sa division d'infanterie, isolée, est décimée à la suite d'une attaque combinée de l'infanterie et de la cavalerie britanniques. 
Le 18 octobre 1812, l'avant-garde de l'armée de Portugal, sous les ordres du général Maucune, occupe Castil de Peones, Quintanavides et Santa Olalla ; un détachement anglais  qui occupe ce dernier village y est enlevé tout entier, et il s'empare des hauteurs qui dominent le bourg de Monasterio. Le 19 il attaque l'avant-garde anglaise, tue ou blesse quelques hommes du corps de Brunswick et y fait une trentaine de prisonniers, dont un officier. Le 20 il a ordre de reconnaître les forces qui couvrent le siège de Burgos, débouche de Monasterio et enlève le village de Quintanapalla.
Le 21 l'armée ennemie se met en retraite vers le Duero, et il la suit de près. Il traverse Burgos, ramassant des traînards et des déserteurs, pousse une reconnaissance sur la route de Lerma, où est prise une pièce de huit, et continue de s'avancer sur celle de Valladolid. Le 23 il rencontre l'arrière-garde ennemie, couverte par neuf escadrons et quatre pièces de canon. Ces escadrons sont chargés, rompus à plusieurs reprises et rejetés sur Tamamès par la cavalerie légère française, qui leur inflige des pertes considérables. Le 25 au combat de Villa-Muriel, il culbute l'ennemi et le rejette de l'autre côté de la rivière. Il est cité honorablement par le général Souham dans son rapport au ministre de la guerre du 1er novembre suivant. Il ne combattit pas à Vitoria en juin 1813, car il transportait en France une partie de l'immense collection d'art pillée en Espagne. 
Employé à l'armée d'Italie, il va rejoindre son poste et est mis en non-activité après le retour des Bourbons en France. 

### Cents-Jours et Restauration

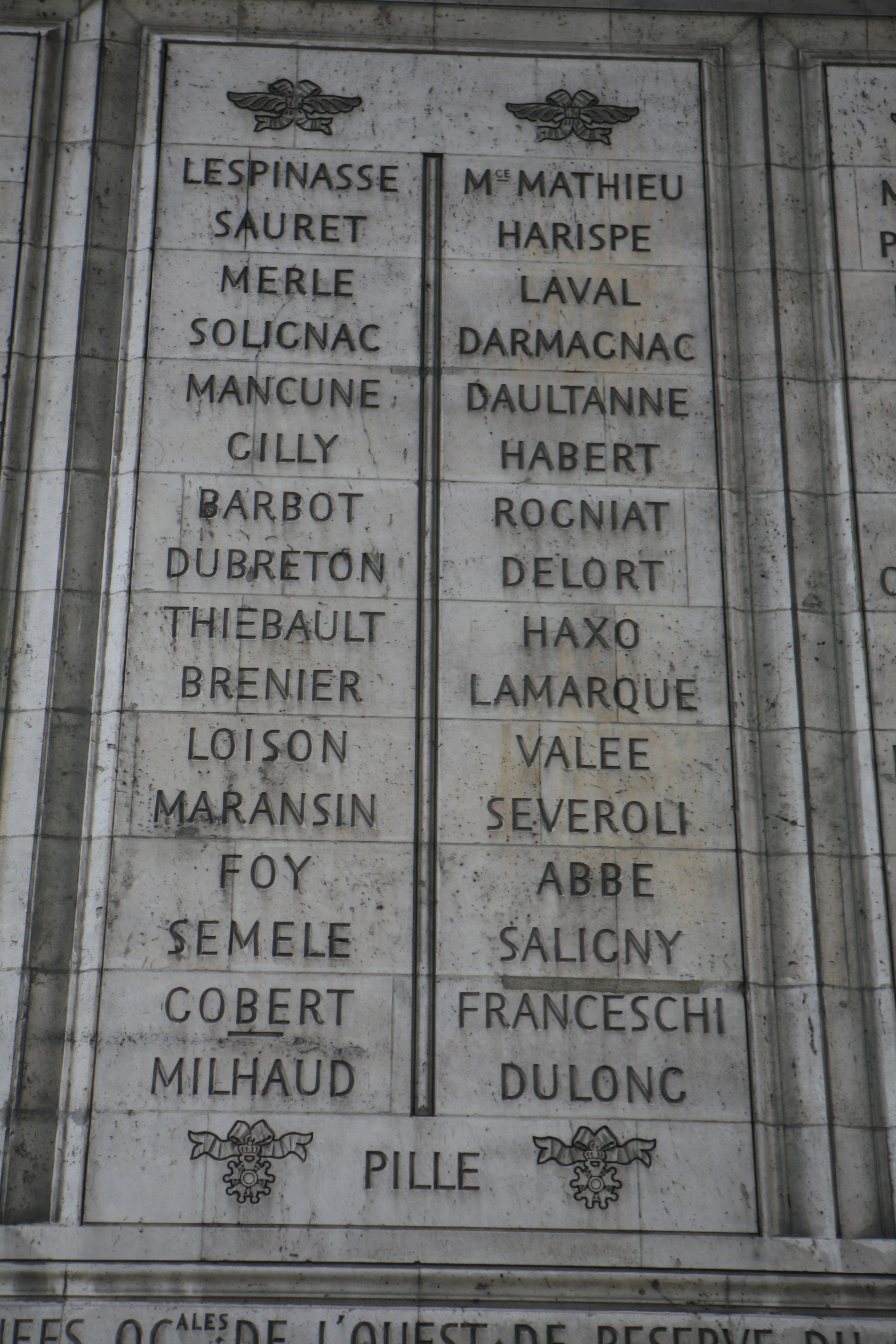
Noms gravés sous l'arc de triomphe de l'Étoile : pilier Ouest, 35e et.

Louis XVIII le nomme chevalier de Saint-Louis en octobre 1814. Lorsque Napoléon Ier revient de l'île d'Elbe, il désigne, par décision du 10 juin 1813, le général Maucune pour aller-commander la division des gardes nationales rassemblées à Lille ; mais la rapidité avec laquelle se succèdent les événements de cette époque ne lui permettent pas d'exercer ces fonctions ; il demeure en non-activité jusqu'au 21 octobre 1818, époque à laquelle il est admis à la retraite. 
Il est mort le 18 février 1824, et son nom figure sur la partie Ouest (35e colonne) de l'arc de triomphe de l'Étoile. Il est inhumé au cimetière du Père-Lachaise (30e division).